# Русаки (Логойський район)
Русаки — (біл. вёска Русакі), село (веска) в складі Логойського району розташоване в Мінській області Білорусі, підпорядковане Плещеницькій сільській раді.
Село Русаки розташоване в центральних районах Білорусі, в північній частині Мінської області.